# Koutiala
Koutiala – miasto w Mali; w regionie Sikasso; 106 tys. mieszkańców (2006).